# Vida Géza
Vida Géza (Nagybánya, 1913. február 28. – Nagybánya, 1980. május 11.) nagybányai szobrászművész. A fafaragás nagy mestere volt, ritkán használt követ. 1974-től a Román Akadémia levelező tagja. Vida György (1946) művészettörténész apja.

## Életpályája
Művészeti tanulmányait szülővárosában, a nagybányai művésztelepen, Ziffer Sándornál kezdte, akinél modell után rajzolt. A második világháború idején, 1942-1944 között  bejutott a budapesti Magyar Képzőművészeti Főiskolára, ahol Bory Jenő szobrászművész lett a mestere.
1944-ig tagja és kiállító művésze volt a kolozsvári Barabás Miklós Céhnek. 1947-től kiállító művésze volt a nagybányai és az országos romániai tárlatoknak. Állami megrendeléseket kapott köztéri szobrok megalkotására, díjakban, elismerésekben részesült. 1950-ben kinevezést nyert a nagybányai művészeti középiskolába, majd 1954-től annak igazgatója lett.

## Kiállításai (válogatás)

### Egyéni
- Kolozsvár (1948)
- Bukarest (1948, 1958)

### Csoportos
- XXIX. velencei biennále (1958)

## Köztéri művei (válogatás)
- A román katona emlékműve (1964, Nagykároly)
- Öregek tanácsa (1971, Nagybánya)
- Partizán emlékmű (kőből, 1972, Majszin)

## Romániai állami díjak, elismerések
- a Román Népköztársaság Állami Díja (1953)
- a Művészet Kiváló Mestere (1957)
- Munka Érdemrend I. fokozat (1963)
- Kulturális Érdemrend I. fokozat (1968)
- a Kultúra és Művészet Állami Bizottságának díja (1971)